# David Scondras
David Scondras (sinh ngày 5 tháng 1 năm 1946) là cựu thành viên của Hội đồng Thành phố Boston, giữ ghế quận 8 từ năm 1984 đến năm 1993. Ông là một trong số ít thành viên của đảng Xã hội Dân chủ Hoa Kỳ được bầu vào văn phòng công cộng.

## Đời tư
Scondras sinh năm 1946 tại Lowell, Massachusetts, và tốt nghiệp Trường Trung học Lowell. Ông đã nhận bằng cử nhân toán học tại Đại học Harvard năm 1968, bằng thạc sĩ kinh tế tại Đại học Đông Bắc năm 1974 và là giảng viên về các chủ đề đó tại Đông Bắc từ năm 1968 đến 1987. Năm 1987, ông thành lập một tổ chức phi lợi nhuận, Search For A Cure, tập trung vào phát triển các liệu pháp điều trị HIV. Ông là tác giả của cuốn tự truyện gồm bốn cuốn có tựa đề Angels, Liars, and Thieves, được phát hành từ năm 2015 đến năm 2017.
Vào năm 2007, Scondras đã nhận tội vì dụ dỗ trẻ em, xuất phát từ một sự kiện năm 2006 ở Lawrence, Massachusetts. Ông bị kết án 18 tháng quản chế, yêu cầu đầu hàng máy tính và đăng ký làm người phạm tội tình dục, và tránh xa Internet và tránh xa những đứa trẻ dưới 16 tuổi. Scondras sau đó đã kiện thành phố Lawrence, buộc tội họ bằng hình phạt tàn nhẫn và bất thường và hành hung và pin. Trong cuốn tự truyện của mình, Scondras đã mô tả sự kiện này là "bị đánh và bị bắt vì không quan hệ tình dục với một cậu bé không tồn tại." Vụ kiện của ông đã bị bác bỏ vào năm 2011 vì nó không có đủ bằng chứng.